# Pointe du Mountet
La Pointe du Mountet (3.877 m s.l.m.) è una montagna delle Alpi del Weisshorn e del Cervino nelle Alpi Pennine.

## Descrizione
Si trova nel Canton Vallese ad ovest di Zermatt lungo la cresta che dall'Obergabelhorn conduce allo Zinalrothorn.

## Salita alla vetta
Si può salire sulla vetta partendo dalla Cabane du Grand Mountet (2.886 m). Dal rifugio si sale prima al Col du Mountet (3.658 m) e poi si risale la cresta sud.